# Torres (kommun i Brasilien, Rio Grande do Sul, lat -29,30, long -49,82)
Torres är en kommun i Brasilien.   Den ligger i delstaten Rio Grande do Sul, i den södra delen av landet, 1 500 km söder om huvudstaden Brasília. Antalet invånare är 34 646.
Följande samhällen finns i Torres:
- Torres

Omgivningarna runt Torres är en mosaik av jordbruksmark och naturlig växtlighet.